# Lizard
Lizard — третій студійний альбом британського гурту King Crimson, випущений 11 грудня 1970 року в Великій Британії та в січні 1971 року в США та Канаді. Перший альбом гурту, який не містить вокалу Грега Лейка, та перший і єдиний альбом гурту, на якому виступає співак і бас-гітарист Гордон Гаскелл (крім цього, його вокал можна почути в пісні Cadence and Cascade попереднього альбому King Crimson, In the Wake of Poseidon) і ударник Енді Маккаллок.

## Передісторія та створення
Гордон Гаскелл раніше був однокласником Роберта Фріппа в гімназії королеви Єлизавети у Вімборні поблизу Борнмута, згодом пара разом грала в місцевій групі The League of Gentlemen (гурт). Пізніше Гаскелл зробив вокал до треку King Crimson Cadence and Cascade з альбому In the Wake of Poseidon, після того як Грег Лейк залишив групу, щоб приєднатися до Emerson, Lake & Palmer. Фріпп попросив Гаскелла стати офіційним членом King Crimson для запису альбому Lizard. Іншого музиканта другого плану на In the Wake of Poseidon, саксофоніста/флейтиста Мела Коллінза, також попросили стати постійним учасником, як і ударника Енді Маккалока, який замінив Майкла Джайлза. Потім група поповнилася сесійними музикантами, включаючи іншого випускника In the Wake of Poseidon, відомого джазового піаніста Кіта Тіппетта, разом із вокалістом Yes Джоном Андерсоном, а також духових / дерев'яних духових гравців Робіна Міллера, Марка Чаріга та Ніка Еванса.
Гаскелл і Маккалок мали невдалий досвід запису Lizard: їм було важко «зв'язатися» з матеріалом, особливо Гаскеллу, як прихильнику соулу та музики Motown. Під час репетицій майбутнього туру після завершення альбому Гаскелл покинув King Crimson. Протягом наступних 19 років він шукав юридичного захисту, оскільки вважав, що його обманули на гонорарах, які йому заборгували за альбом. Невдовзі після того, як Гаскелл покинув групу, Маккаллок зробив те саме. У пресрелізі, складеному Сінфілдом для просування Lizard, іронічно цитується вірш Макса Ермана Desiderata, який містить поради щодо того, як намітити справжній курс через плутанину.
З іншого боку, Коллінз залишився в King Crimson разом із Фріппом і Сінфілдом для запису наступного альбому групи, Islands. Гаскелла замінив Боз Баррелл на бас-гітарі та вокалі, а Маккалока замінив його колишній сусід по дому Іан Воллес. Склад гурту Islands нарешті дасть частину матеріалу Lizard у прямому ефірі, а Cirkus і Lady of the Dancing Water стануть частиною гастрольного репертуару King Crimson. Пізніше Cirkus також стане частиною гастрольного репертуару 21st Century Schizoid Band, до складу якого входили Мел Коллінз та Якко Якшик.

## Сприйняття
Оскільки в альбомі більше джазового звучання, ніж у багатьох інших творів гурту, а багато його треків є своєрідними, відгуки на альбом були різними. Музичний критик Роберт Крістгау оцінив альбом на B−, сказавши, що «джаз» альбому передбачає «певну мозкову велич», але розкритикував тексти Пітера Сінфілда, кваліфікуючи їх як «перевантажені». У своїй ретроспективній рецензії Дейв Лінч з AllMusic описав це так: 
Бездоганно поєднуючи рок, джаз і класику так, як це вдавалося небагатьом альбомам, Lizard є епічним, інтимним, какофонічним і водночас витонченим — і просякнутий похмурими настроями, уперше почутими минулого року, коли вух слухачів досягли 21st Century Schizoid Man і Epitaph.
Рецензент Classic Rock описав Lizard як «…мішана класичних та джазових впливів під впливом Майлза Девіса, наближеної до їхнього логічного, близького до логічно-хаотичного кінця» і визначив його музику «чудодійною, некласифікованою творчістю».

Роберт Фріпп дуже критично ставився до альбому, називаючи його «непрослуханим», а його любителів — «дуже дивних». Проте він переглянув свою думку, прослухавши об'ємний мікс Стівена Вілсона для перевидання альбому до 40-ї річниці, оголосивши:
Уперше я почув музику в музиці.

## Композиції
1. Cirkus — 6:27
2. Indoor Games — 5:37
3. Happy Family — 4:22
4. Lady of the Dancing Water — 2:47
5. Lizard — 23:25

## Учасники запису
- Роберт Фріпп — гітара, мелотрон (1, 2, 5), EMS VCS 3 (2), Орган Гаммонда (2)
- Пітер Сінфілд[en] — слова пісень, EMS VCS 3 (2, 3)
- Мел Коллінз — саксофон, флейта
- Гордон Гаскелл[en] — вокал, бас
- Енді Маккаллок[en] — барабани

Додаткові музиканти
- Кіт Тіппетт[en] — акустичне й електричне піаніно
- Марк Чаріг[en] — корнет
- Нік Еванс[en] — тромбон
- Джон Андерсон — вокал (5-та композиція) та інші